# Фэн Юйсян
Фэн Юйся́н (кит. трад. 馮玉祥, упр. 冯玉祥, пиньинь Féng Yùxiáng, старый вариант написания Фын Юй-сян; 6 ноября 1882, провинция Чжили — 1 сентября 1948, Чёрное море) — китайский военный и политический деятель; маршал Китайской республики с 1927 года; эссеист и поэт.

## Биография

### Детство и юность
В официальном жизнеописании Фэн Юйсяна он называется этническим китайцем, родившимся в провинции Чжили (ныне Хэбэй) 26 сентября 1882 года. О семье Фэн Юйсяна также сохранились весьма скудные сведения: его отец, бедный рабочий-каменщик, вероятно, вступил в императорскую армию и дослужился до низших офицерских чинов, что и предопределило будущую карьеру Фэн Юйсяна, вступившего на военную службу в 16-летнем возрасте. Однако китайских документов, подтверждающих статус Фэн Юйсяна до Синьхайской революции, не сохранилось.
Фэн Юйсян, принадлежащий к епископальной методистской церкви с 1914 года, до конца жизни сохранял христианское вероисповедание, относительно нетипичное для китайской глубинки начала XX века, за что и получил прозвище «генерал-христианин». Несмотря на противодействие своего окружения, он крестил не только своего сына, но даже часть своих солдат. Жена Фэна была секретарём Пекинского союза молодых христиан.

### Политическая карьера на Севере Китая

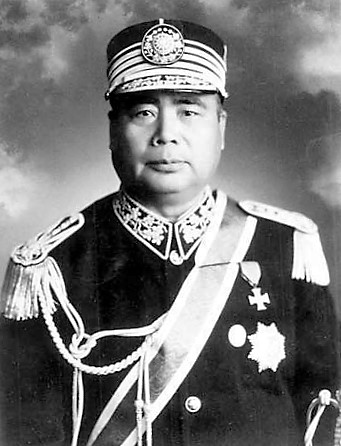
Фэн Юйсян в парадной военной униформе.

В 1910 году окончил Баодинскую военную школу, принимал активное участие в Синьхайской революции 1911—1913 годов. Он разделял революционный романтизм многих военнослужащих китайской армии, поддержавших свержение маньчжурской династии Цин, а его опыт в военной сфере мог быть полезен в гражданской войне, фактически развязанной Юань Шикаем и военными правителями Северного Китая. Прожив некоторое время в Пекине, Фэн Юйсян занимал высшие командные должности вначале у президента Юань Шикая, а после его смерти в армиях различных дайцзунов — китайских милитаристов, правивших целыми провинциями на севере Китая.
Со временем Фэн Юйсян сумел освободиться от верховенства других северных милитаристов и обрести достаточную самостоятельность. Однако стиль руководства Фэн Юйсяна кардинально отличался от остальных военных правителей, совмещая строгую военную дисциплину с патерналистской политикой в духе христианского социализма (приверженцем которого и считал себя Фэн Юйсян). Британский протестантский проповедник Маршалл Брумхолл посвятил ему изданную в 1923 году книгу, в заглавии которой назвал Фэн Юйсяна «добрым солдатом Иисуса Христа».

### Участие в государственном перевороте
Революционные события способствовали Фэн Юйсяну в приходе к власти в провинции Шэньси, военным правителем которой он оставался в 1917—1926 годах. В октябре 1924 года Фэн Юйсян, в ходе Первой чжили-фэнтяньской войны примыкавший к чжилийской милитаристской клике, открыто выступил против её лидера У Пэйфу. Заняв Пекин, Фэн возглавил государственный переворот, вторично изгнал императора Пу И (Сюань Туна) из «Запретного дворца» и образовал новое пекинское правительство, лояльное к революционным силам Юго-восточного Китая.
Для закрепления своего успеха он воспользовался разногласиями между враждующими группировками, призвав на помощь в борьбе с чжилийской кликой фэнтяньскую. Фактически контролируя местное правительство, китайский военачальник нашёл внешнеполитического союзника, который будет снабжать его военными кадрами, оружием и деньгами — СССР. Встретившись с советскими посланниками Михаилом Бородиным и Львом Караханом и убедив их в преданности идеям свободы и равенства, он пригласил в Пекин советских военных советников (в частности, Виталия Примакова, работавшего под псевдонимом Лин), контакты с которыми Фэн наладил ещё во время Первой чжилийско-фынтянской войны (его боевые качества в своих мемуарах высоко оценивал Василий Блюхер). Советские специалисты предоставили Фэн Юйсяну свою помощь в реорганизации северных войск, на базе которых была сформирована революционная 1-я «Народная армия» (Гоминьцзюнь). Только за один год на вооружение его армии Советский Союз выделил свыше шести миллионов рублей. В апреле 1926 года для закрепления сотрудничества с советским правительством генерал Фэн, на подконтрольной ему территории в г. Урумчи, арестовал и передал сотрудникам ОГПУ двух крупных военных преступников времен Гражданской войны в России, «Черного атамана» Бориса Анненкова и генерала Николая Денисова.

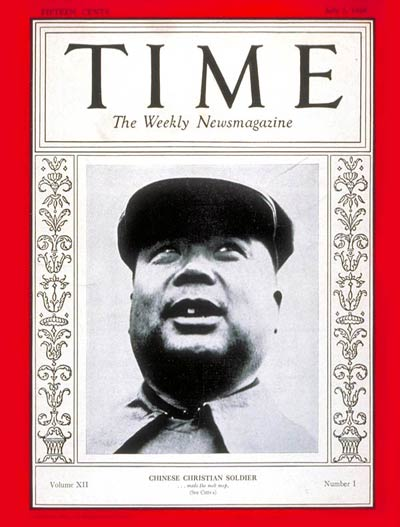
Фэн Юйсян на обложке журнала Time, июль 1928 года.

Фэн не препятствовал организации массового движения на подвластной ему территории. Там насчитывалось до 40 тыс. членов профсоюзов, рабочие могли устраивать торжественные заседания, на которых присутствовали сотни людей. Работники Гоминьдана, и в частности, входившие в него на тот момент коммунисты, активно участвовали в политической работе в армии.
Несмотря на то, что формально он продолжал подчиняться руководителю фынтянской клики Чжан Цзолиню, Фэн Юйсян проводил активные тайные переговоры с действовавшим на юге революционным правительством Сунь Ятсена, результатом которых было подчинение китайского военачальника, располагавшего к тому моменту 150 000 штыков, распоряжениям революционного правительства. По мнению многих историков, именно переход Фэн Юйсяна на сторону Сунь Ятсена предопределил последующее поражение разрозненных группировок дайцзунов.
В 1925 году Фэну временно удалось оттеснить фэнтянцев на северо-восток, однако уже в следующем году под натиском войск Чжан Цзолиня и под давлением иностранных держав, требовавших вывода войск из треугольника Дагу-Тяньцзинь-Пекин, он был вынужден отступить из Пекина на северо-запад за Великую стену.

### С Чан Кайши и против него
В 1926 году Фэн Юйсян вступил в Гоминьдан, став одним из влиятельных лидеров левого крыла партии. В августе-сентябре 1926 года впервые посетил СССР. Во время Северного похода Национально-революционной армии (НРА) 1926—1927 годов, поддержал наступление на юге, обратив свои войска против милитаристов в центральной провинции Хэнани, и к 1929 году очистил от милитаристов практически весь север и центр Китая.

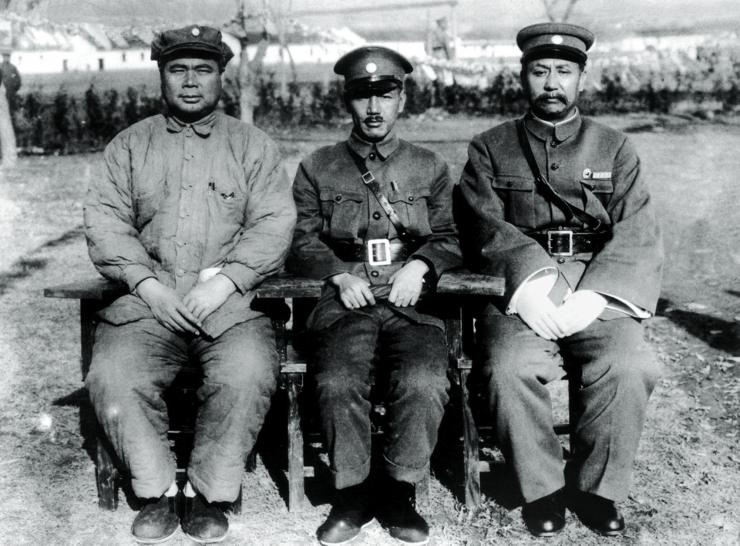
Слева направо: Фэн Юйсян, Чан Кайши и Янь Сишань накануне Войны центральных равнин, 1928 год.

Изначально поддержал антикоммунистический переворот Чан Кайши 12 апреля 1927 года и распорядился прекратить в своих войсках агитацию против Чан Кайши. 30 мая 1927 года установил с новым правительством официальный контакт; в апреле 1928 года «Народная армия» совместно с войсками НРА возобновили военные операции против северных милитаристов.
В качестве маршала китайской армии (с 1927 года), военного министра и вице-председателя Исполнительного Юаня (с октября 1928 года) приобрёл определённое влияние на политику Чан Кайши. Впрочем, вскоре он разочаровался в политическом курсе нанкинского правительства Чан Кайши (как и в Ван Цзинвэе) и впоследствии подвергал его активной критике как направленный на сворачивание революционных преобразований и усиление конфронтации с коммунистами.
Перейдя в лагерь оппозиции, Фэн Юйсян объединился с Янь Сишанем, Ли Цзунжэнем и Бай Чунси, чтобы бросить вызов верховенству руководителю Гоминьдана, и началась Война центральных равнин. В октябре-ноябре 1929 года крупнейшая из сил союзников — Северо-западная армия Фэн Юйсяна — выступила против Чан Кайши, однако была оттеснена в окраинные провинции Чахар и Суйюань, а чанкайшисты подстрекали местных мусульман и монголов против Фэн Юйсяна. В октябре 1930 года войска центрального правительства нанесли ему окончательное поражение, и подчинённые ему войска влились в армию Чжан Сюэляна. Это означало также конец эры «старых милитаристов».

### Война с Японией и союз с коммунистами

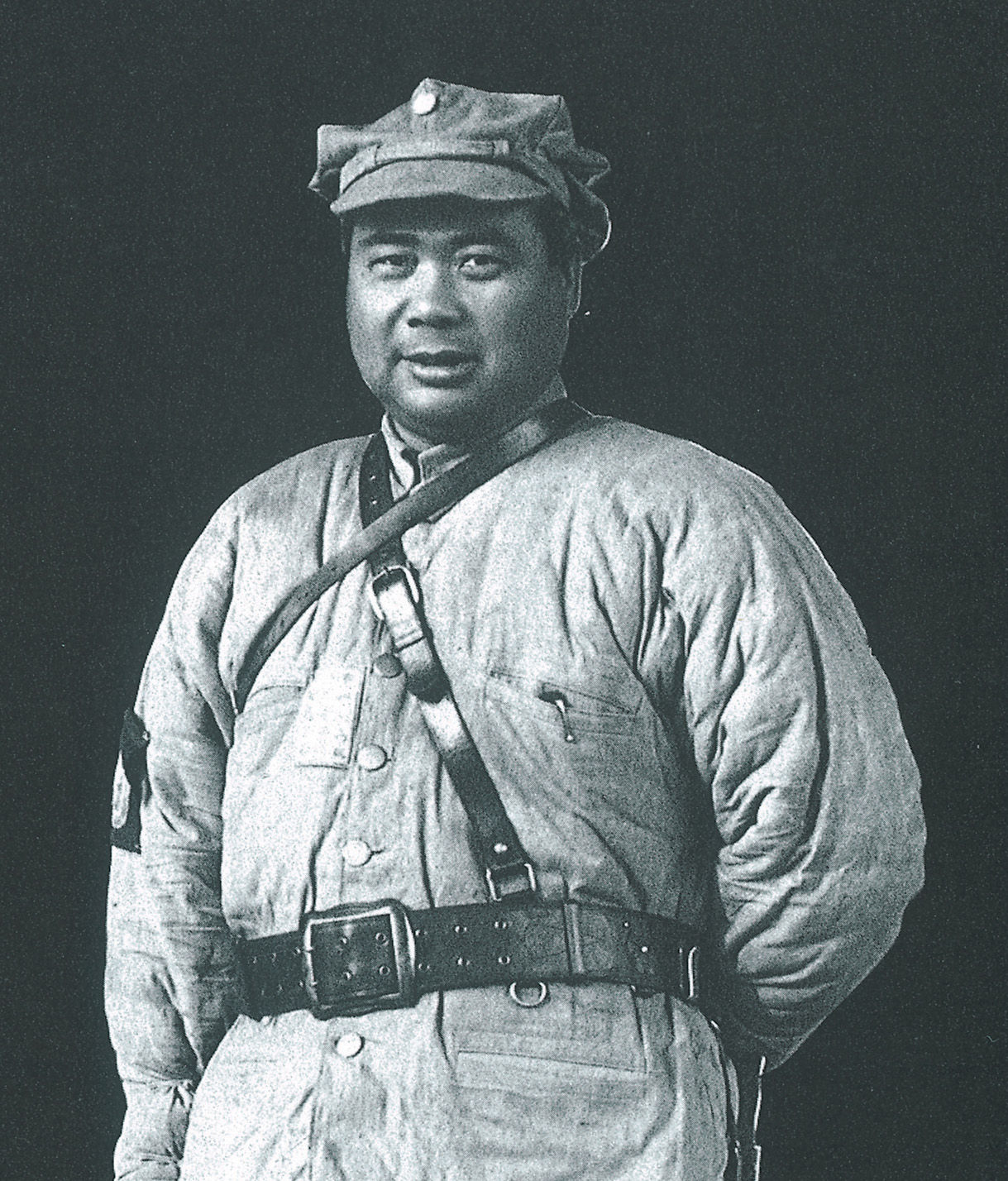
Фэн Юйсян в 1930 году.

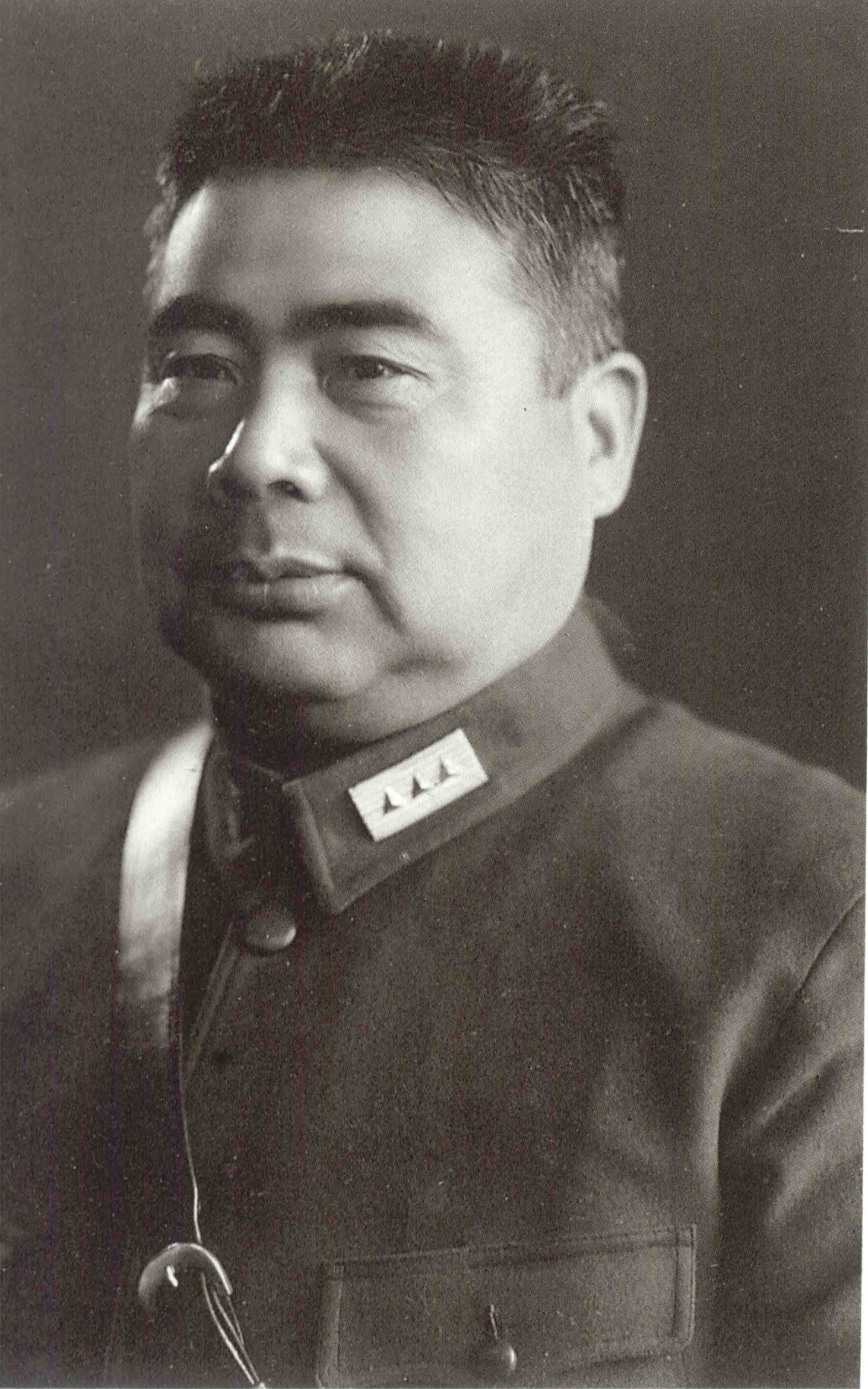
Фэн Юйсян во время Японо-китайской войны.

Лишённый реальной военной власти в результате выступления против правительства в Нанкине, Фэн Юйсян решительно выступил против незаконной аннексии Маньчжурии Японией, ратуя против бездействия китайских властей и подписания кабального договора с японцами.
После образования японского марионеточного государства Маньчжоу-Го стал 26 мая 1933 года главнокомандующим Чахарской народной антияпонской армией, которую сам оценивал в 100 тысяч человек; Фан Чжэнъу стал заместителем главнокомандующего, а Цзи Хунчан — командующим передовыми частями. В ходе кампании во Внутренней Монголии Фэн Юйсян успешно наступал на японские позиции и создал в Калгане «Комитет по возвращению Четырёх провинций Северо-Востока», прямо угрожая Маньчжоу-Го. Однако из-за блокады со стороны Чан Кайши (считавшего, что в Объединённой антияпонской армии заправляют коммунисты, и полагавшего её угрозой своей власти) Фэн Юйсяну пришлось распустить свою армию и сдать командование в августе 1933 года.
В октябре 1935 года по приглашению Чан Кайши прибыл в Нанкин, чтобы служить в качестве вице-президента Национального военного совета. Фэн Юйсян занимал штатную должность до 1938 года и оставался членом Совета до 1945 года, а также вновь был видным функционером Гоминьдана.
На протяжении войны с Японией 1937—1945 годов, будучи командующим 6-го военного округа, выступал за сплочение китайского народа, «единый фронт» Гоминьдана и Коммунистической партии Китая, а также их вооружённых формирований. Имея в своём распоряжении гоминьдановские армии, Фэн Юйсян совместно с коммунистическими партизанами на протяжении войны активно противостоял японским захватчикам, что отмечалось в ряде статей Мао Цзэдуна.
Выехал после войны в США, где изучал опыт «Нового курса» Ф. Д. Рузвельта, в частности деятельность TVA (Администрации Долины Теннесси), и посещал христианские миссионерские группы, а также посетил дом покойного генерала Джозефа Стилуэлла, с которым вместе работал в Китае и разделял критическое отношение к авторитаризму Чан Кайши. Находясь в США, Фэн Юйсян окончательно порвал с правительством генералиссимуса Чан Кайши и выступил против политики администрации американского президента Гарри Трумэна, побуждавшей Гоминьдан к возобновлению гражданской войны против коммунистов.
Примкнул к Революционному комитету Гоминьдана — левому отколу от Гоминьдана, сблизившемуся с КПК. В январе 1948 года был заочно избран председателем его Политического совета.

### Смерть
Направляясь в Советский Союз на конференцию с участием китайских коммунистов, 1 сентября 1948 года погиб с одной из дочерей в результате пожара («несчастный случай при возгорании киноплёнки») на палубе пассажирского судна «Победа» на Чёрном море, неподалёку от Ялты. Гроб Фэн Юйсяна 7 сентября был доставлен на самолёте в Москву, где тело кремировали согласно желанию супруги. Останки маршала были торжественно перезахоронены с воинскими почестями в Китае, у священной горы Тайшань в провинции Шаньдун новым коммунистическим правительством в 1953 году.
Некоторые считали, что он был убит, другие же отрицали это.

## Творчество
Отмечается художественная ценность воспоминаний Фэн Юйсяна «Моя жизнь» (в трёх томах), написанных в лёгкой для чтения манере и приближающихся к классическому стилю; он также известен как автор множества стихотворений на военную тему.

## Семья
Вдова Фэна возглавляла Министерство здравоохранения КНР, сын остался в СССР, окончил Московское высшее техническое училище. Работал летчиком гражданской авиации, в частности пилотировал сверхзвуковой пассажирский самолёт Ту-144.